# Pallanuoto ai I Giochi europei - Torneo maschile
Il 1º torneo maschile di pallanuoto ai Giochi europei si è svolto nell'ambito dei I Giochi europei, a Baku, dal 12 al 21 giugno 2015. Tutte le gare della manifestazione si sono disputate all'interno della Water Polo Arena. La formula del torneo prevedeva una fase a gironi seguita da una fase a eliminazione diretta.

## Squadre partecipanti
Le squadre partecipanti sono 16, qualificate in base al Campionato Europeo Junior 2013 e a quattro diversi tornei di qualificazione appositi.
| Nazionale   | Qualificazione                        | Ultima partecipazione |
| ----------- | ------------------------------------- | --------------------- |
| Azerbaigian | Paese ospitante                       | Debutto               |
| Croazia     | Campionato Europeo Junior 2013        | Debutto               |
| Francia     | Torneo di qualificazione di Stettino  | Debutto               |
| Germania    | Torneo di qualificazione di Gezira    | Debutto               |
| Grecia      | Torneo di qualificazione di Nijverdal | Debutto               |
| Italia      | Campionato Europeo Junior 2013        | Debutto               |
| Malta       | Torneo di qualificazione di Gezira    | Debutto               |
| Montenegro  | Campionato Europeo Junior 2013        | Debutto               |
| Romania     | Torneo di qualificazione di Stettino  | Debutto               |
| Russia      | Campionato Europeo Junior 2013        | Debutto               |
| Serbia      | Campionato Europeo Junior 2013        | Debutto               |
| Slovacchia  | Torneo di qualificazione di Graz      | Debutto               |
| Spagna      | Campionato Europeo Junior 2013        | Debutto               |
| Turchia     | Torneo di qualificazione di Graz      | Debutto               |
| Ucraina     | Torneo di qualificazione di Nijverdal | Debutto               |
| Ungheria    | Campionato Europeo Junior 2013        | Debutto               |

## Fase preliminare

### Gruppo A
| Pos. | Squadra | Pt | G | V | N | P | GF | GS | DR  |                  |
| ---- | ------- | -- | - | - | - | - | -- | -- | --- | ---------------- |
| 1    | Italia  | 9  | 3 | 3 | 0 | 0 | 39 | 19 | +20 | Quarti di finale |
| 2    | Russia  | 6  | 3 | 2 | 0 | 1 | 42 | 22 | +20 | Playoff          |
| 3    | Francia | 3  | 3 | 1 | 0 | 2 | 23 | 29 | -6  | Playoff          |
| 4    | Ucraina | 0  | 3 | 0 | 0 | 3 | 16 | 50 | -34 |                  |

| Data     | Ora   | Gara    | Gara | Gara    |
| -------- | ----- | ------- | ---- | ------- |
| 13-06-15 | 15:00 | Russia  | 20-7 | Ucraina |
| 13-06-15 | 16:45 | Italia  | 12-5 | Francia |
| 14-06-15 | 9:30  | Ucraina | 3-12 | Francia |
| 14-06-15 | 20:30 | Italia  | 9-8  | Russia  |
| 15-06-15 | 13:00 | Italia  | 18-6 | Ucraina |
| 15-06-15 | 16:45 | Russia  | 14-6 | Francia |

### Gruppo B
| Pos. | Squadra     | Pt | G | V | N | P | GF | GS | DR  |                  |
| ---- | ----------- | -- | - | - | - | - | -- | -- | --- | ---------------- |
| 1    | Ungheria    | 9  | 3 | 3 | 0 | 0 | 50 | 14 | +36 | Quarti di finale |
| 2    | Germania    | 6  | 3 | 2 | 0 | 1 | 35 | 21 | +14 | Playoff          |
| 3    | Romania     | 3  | 3 | 1 | 0 | 2 | 17 | 34 | -17 | Playoff          |
| 4    | Azerbaigian | 0  | 3 | 0 | 0 | 3 | 16 | 49 | -33 |                  |

| Data     | Ora   | Gara        | Gara | Gara        |
| -------- | ----- | ----------- | ---- | ----------- |
| 13-06-15 | 13:00 | Ungheria    | 9-8  | Germania    |
| 13-06-15 | 18:45 | Azerbaigian | 6-9  | Romania     |
| 14-06-15 | 9:30  | Romania     | 5-10 | Germania    |
| 14-06-15 | 18:45 | Ungheria    | 23-3 | Azerbaigian |
| 15-06-15 | 15:00 | Ungheria    | 18-3 | Romania     |
| 15-06-15 | 18:45 | Azerbaigian | 7-17 | Germania    |

### Gruppo C
| Pos. | Squadra    | Pt | G | V | N | P | GF | GS | DR  |                  |
| ---- | ---------- | -- | - | - | - | - | -- | -- | --- | ---------------- |
| 1    | Croazia    | 7  | 3 | 2 | 1 | 0 | 41 | 29 | +12 | Quarti di finale |
| 2    | Grecia     | 6  | 3 | 2 | 0 | 1 | 39 | 28 | +11 | Playoff          |
| 3    | Montenegro | 4  | 3 | 1 | 1 | 1 | 34 | 33 | +1  | Playoff          |
| 4    | Turchia    | 0  | 3 | 0 | 0 | 3 | 15 | 39 | -24 |                  |

| Data     | Ora   | Gara       | Gara  | Gara    |
| -------- | ----- | ---------- | ----- | ------- |
| 13-06-15 | 9:30  | Croazia    | 17-6  | Turchia |
| 13-06-15 | 20:30 | Montenegro | 12-16 | Grecia  |
| 14-06-15 | 11:15 | Turchia    | 3-11  | Grecia  |
| 14-06-15 | 15:00 | Montenegro | 11-11 | Croazia |
| 15-06-15 | 9:30  | Montenegro | 11-6  | Turchia |
| 15-06-15 | 20:30 | Croazia    | 13-12 | Grecia  |

### Gruppo D
| Pos. | Squadra    | Pt | G | V | N | P | GF | GS | DR  |                  |
| ---- | ---------- | -- | - | - | - | - | -- | -- | --- | ---------------- |
| 1    | Spagna     | 9  | 3 | 3 | 0 | 0 | 46 | 22 | +24 | Quarti di finale |
| 2    | Serbia     | 6  | 3 | 2 | 0 | 1 | 18 | 23 | +6  | Playoff          |
| 3    | Slovacchia | 3  | 3 | 1 | 0 | 2 | 29 | 36 | -7  | Playoff          |
| 4    | Malta      | 0  | 3 | 0 | 0 | 3 | 15 | 55 | -40 |                  |

| Data     | Ora   | Gara   | Gara | Gara       |
| -------- | ----- | ------ | ---- | ---------- |
| 13-06-15 | 9:30  | Spagna | 22-4 | Malta      |
| 13-06-15 | 11:15 | Serbia | 14-5 | Slovacchia |
| 14-06-15 | 13:00 | Malta  | 8-15 | Slovacchia |
| 14-06-15 | 16:45 | Serbia | 9-10 | Spagna     |
| 15-06-15 | 9:30  | Serbia | 18-3 | Malta      |
| 15-06-15 | 11:15 | Spagna | 14-9 | Slovacchia |

## Fase finale
| Playoff                      | Playoff                      |                              |                              | Quarti di finale             | Quarti di finale             |  |              | Semifinali                   | Semifinali                   |                              |                              | Finale                       | Finale                       |
|                              |                              |                              |                              |                              |                              |  |              |                              |                              |                              |                              |                              |                              |
|                              |                              |                              |                              | Spagna                       | 14                           |  |              |                              |                              |                              |                              |                              |                              |
| Russia                       | 11                           |                              |                              | Russia                       | 9                            |  |              |                              |                              |                              |                              |                              |                              |
| Montenegro                   | 8                            |                              |                              |                              |                              |  | Spagna       | 9                            |                              |                              |                              |                              |                              |
| Germania                     | 13                           |                              |                              |                              |                              |  | Croazia      | 8                            |                              |                              |                              |                              |                              |
| Slovacchia                   | 7                            |                              |                              | Germania                     | 12                           |  |              |                              |                              |                              |                              |                              |                              |
|                              |                              |                              |                              | Croazia                      | 18                           |  |              |                              |                              |                              |                              |                              |                              |
|                              |                              |                              |                              |                              |                              |  |              |                              |                              |                              | Spagna                       | 7                            |                              |
|                              |                              |                              |                              |                              |                              |  |              |                              |                              |                              | Serbia                       | 8                            |                              |
|                              |                              |                              |                              | Ungheria                     | 13                           |  |              |                              |                              |                              |                              |                              |                              |
| Grecia                       | 16                           |                              |                              | Grecia (dtr)                 | 15                           |  |              |                              |                              |                              |                              |                              |                              |
| Francia                      | 7                            |                              |                              |                              |                              |  | Grecia       | 12                           |                              |                              |                              |                              |                              |
| Serbia                       | 8                            |                              |                              |                              |                              |  | Serbia (dtr) | 13                           |                              |                              | Finale per il 3º posto       | Finale per il 3º posto       |                              |
| Romania                      | 2                            |                              |                              | Serbia                       | 8                            |  |              |                              |                              |                              | Croazia                      | 10                           |                              |
|                              |                              |                              |                              | Italia                       | 7                            |  |              |                              |                              |                              |                              | Grecia                       | 11                           |
|                              |                              |                              |                              |                              |                              |  |              |                              |                              |                              |                              |                              |                              |
| Incontri dal 9º al 12º posto | Incontri dal 9º al 12º posto | Incontri dal 9º al 12º posto | Incontri dal 9º al 12º posto | Incontri dal 9º al 12º posto | Incontri dal 9º al 12º posto |  |              | Incontri dal 5º all'8º posto | Incontri dal 5º all'8º posto | Incontri dal 5º all'8º posto | Incontri dal 5º all'8º posto | Incontri dal 5º all'8º posto | Incontri dal 5º all'8º posto |
|                              |                              |                              |                              |                              |                              |  |              |                              |                              |                              |                              |                              |                              |
| Montenegro                   | 9                            |                              |                              | Montenegro                   | 15                           |  |              | Russia                       | 16                           |                              |                              | Russia                       | 6                            |
| Slovacchia                   | 8                            |                              |                              | Francia                      | 4                            |  |              | Germania                     | 9                            |                              |                              | Italia                       | 11                           |
|                              |                              |                              |                              |                              |                              |  |              |                              |                              |                              |                              |                              |                              |
| Francia                      | 7                            |                              | Slovacchia                   | 7                            |                              |  | Ungheria     | 10                           |                              | Germania                     | 6                            |                              |                              |
| Romania                      | 5                            |                              |                              | Romania                      | 8                            |  |              | Italia                       | 11                           |                              |                              | Ungheria                     | 15                           |

|  | Incontri dal 13º al 16º posto | Incontri dal 13º al 16º posto | Incontri dal 13º al 16º posto |             |         | Finale per il 13º posto | Finale per il 13º posto | Finale per il 13º posto |  |
|  |                               |                               |                               |             |         |                         |                         |                         |  |
|  | Ucraina                       | Ucraina                       | 9                             |             |         |                         |                         |                         |  |
|  | Ucraina                       | Ucraina                       | 9                             |             |         |                         |                         |                         |  |
|  | Turchia                       | Turchia                       | 11                            |             |         |                         |                         |                         |  |
|  | Turchia                       | Turchia                       | 11                            |             | Turchia | Turchia                 | 11                      |                         |  |
|  |                               |                               |                               |             | Turchia | Turchia                 | 11                      |                         |  |
|  |                               |                               | Azerbaigian                   | Azerbaigian | 6       |                         |                         |                         |  |
|  | Azerbaigian                   | Azerbaigian                   | Azerbaigian                   | Azerbaigian | 6       | 8                       |                         |                         |  |
|  | Azerbaigian                   | Azerbaigian                   |                               |             |         | 8                       |                         |                         |  |
|  | Malta                         | Malta                         | 7                             |             |         | Finale per il 15º posto | Finale per il 15º posto | Finale per il 15º posto |  |
|  | Malta                         | Malta                         | 7                             |             |         |                         |                         |                         |  |
|  |                               |                               |                               |             |         |                         |                         |                         |  |
|  |                               |                               |                               |             |         | Ucraina                 | Ucraina                 | 13                      |  |
|  |                               |                               |                               |             |         | Ucraina                 | Ucraina                 | 13                      |  |
|  |                               |                               |                               |             |         | Malta                   | Malta                   | 8                       |  |

## Classifica finale
| Pos. | Squadra     |
| ---- | ----------- |
|      | Serbia      |
|      | Spagna      |
|      | Grecia      |
| 4    | Croazia     |
| 5    | Italia      |
| 6    | Russia      |
| 7    | Ungheria    |
| 8    | Germania    |
| 9    | Montenegro  |
| 10   | Francia     |
| 11   | Romania     |
| 12   | Slovacchia  |
| 13   | Turchia     |
| 14   | Azerbaigian |
| 15   | Ucraina     |
| 16   | Malta       |